# KGHM Polska Miedź
KGHM Polska Miedź (Kombinat Górniczo-Hutniczy Miedzi) is een Pools mijnbedrijf dat voornamelijk koper en zilver produceert.
Het maakt deel uit van de STX EU Enlarge 15-index en is een van de grootste bedrijven die genoteerd staan op de Effectenbeurs van Warschau. Het maakt deel uit van de indexen WIG 20 en WIG 30. Dit bedrijf is de zesde grootste producent van koper en 's werelds grootste zilverproducent. In kleinere hoeveelheden delft het ook andere metalen zoals goud, palladium en lood.
Dit bedrijf is vooral actief in het koperdistrict Legnica-Głogów (afgekort met LGOM). Tegen het einde van de jaren zestig ontdekten geologen daar nieuwe rijke koperafzettingen in Rudna. De hele KGHM-groep bestaat uit ongeveer 30 bedrijven, allen ter ondersteuning van de mijnbouw van KGHM Polska Miedz S.A.

## Externe link

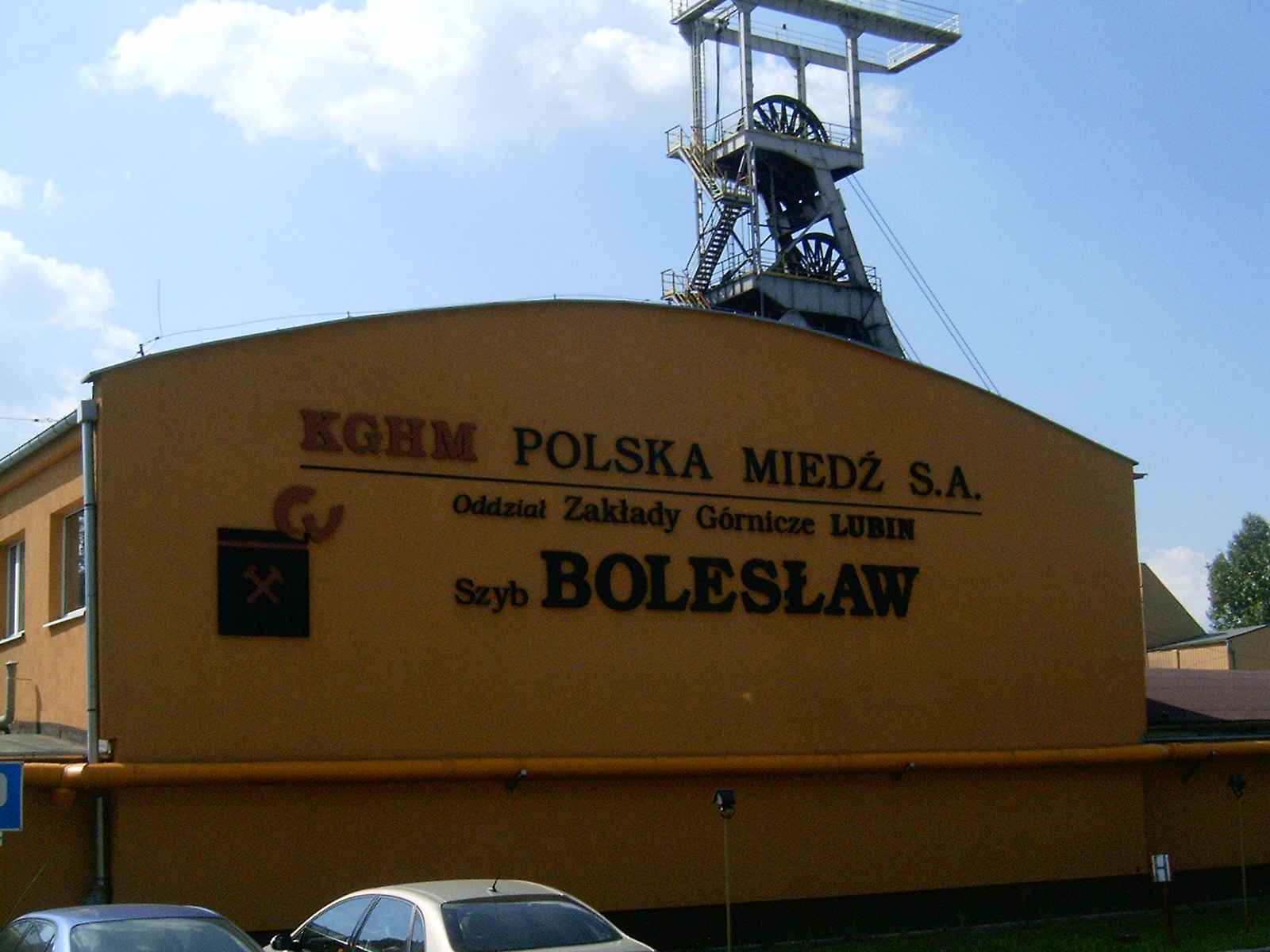
mijn in Lubin (2005)
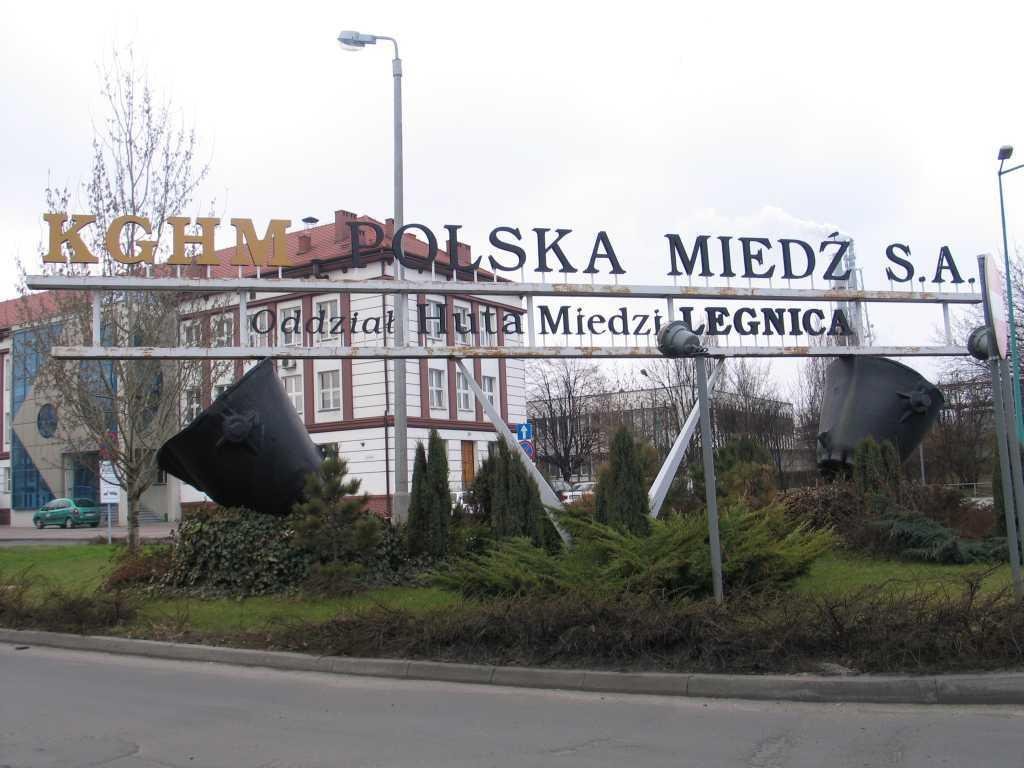
koperfabriek in Legnica (2009)
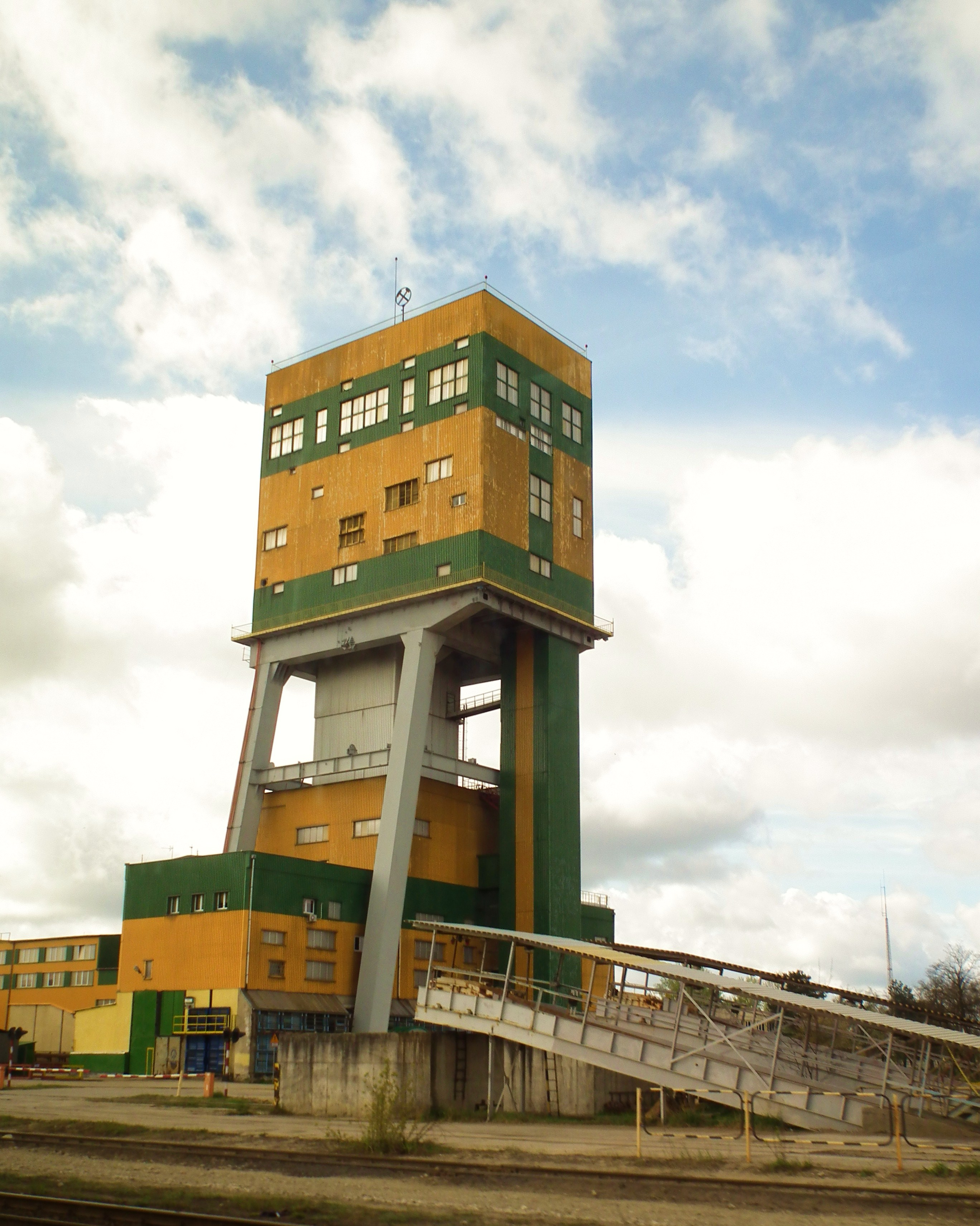
kopermijn in Rudna (2017)